# Bar (film)
Bar är en grekisk dramafilm från 2001. Filmen är regisserad av Aliki Danezi-Knutsen som även skrivit manus.

## Rollista (i urval)
- Stella Fyrogeni – Lea
- Ahilleas Grammatikopoulos
- Michael McKell – Barman
- Yannis Stankoglou
- Maria Colombatti